# Dragan Skočić
 (novembre 2021).
Si vous disposez d'ouvrages ou d'articles de référence ou si vous connaissez des sites web de qualité traitant du thème abordé ici, merci de compléter l'article en donnant les références utiles à sa vérifiabilité et en les liant à la section « Notes et références ».
Dragan Skočić, né le 3 septembre 1968 à Rijeka, est un entraîneur professionnel croate et un ancien joueur de football.

## Biographie

### Carrière de joueur
Dragan Skočić commence sa carrière de joueur avec le club local du HNK Rijeka puis à l'étranger, lorsqu'il signe en faveur de l'UD Las Palmas en Espagne.
Skočić joue au poste de milieu de terrain, il évolue dans deux clubs locaux avec HNK Rijeka et NK Novalja en Croatie, et deux clubs en Espagne l'UD Las Palmas et CD Compostela, puis aux Émirats arabes unis avec Al-Ittihad Kalba. Il est le premier joueur de la ligue croate à aller à l'étranger en tant que joueur professionnel.

### Carrière d'entraîneur
Après sa carrière de joueur, Skočić poursuit ses études à l'Académie de football croate et au département de formation d'entraîneurs à l'Université de Zagreb, puis obtient un diplôme d'entraîneur UEFA-PRO et un baccalauréat professionnel de la profession d'entraîneur.

#### Rijeka
Il devient le coach du club de sa ville natale, le HNK Rijeka, en 2005. Il remporte un trophée avec le club, la Coupe de Croatie lors de la saison 2005-06.

#### Interblock Ljubljana

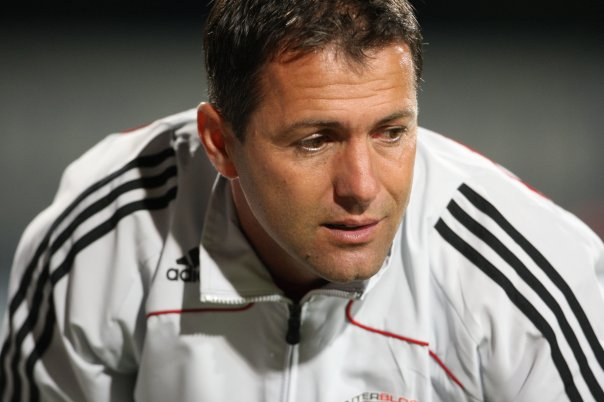
Skočić avec Interblock.

En 2007, il devient le coach du club slovène d'Interblock de Ljubljana, alors que le club se trouve dans une situation difficile et menacé d'une relégation. Deux ans seulement après la fondation du club et sous l'ère Skočić, le club obtient des résultats exceptionnels dans la PrvaLiga slovène. Le club réussit à se maintenir en première division, il remporte également deux trophées lors de la saison 2007-08, une Coupe de Slovénie et une Supercoupe.

#### Al Arabi
Après son passage à l'Interblock de Ljubljana, il devient le coach d'Al Arabi en Koweït au cours de la saison 2009-2010. Sous l'ère Skočić, le club dispute deux finales de la Crown Prince Cup au Koweït et un quart de finale de la Coupe de l'AFC.

#### Al Nassr
Après le Koweït, lors de la saison 2010-2011, Skočić part en Arabie saoudite pour signer avec Al-Nassr Riyad l'un des clubs de football les plus importants du monde arabe. Sous Skočić, Al Nassr s'est qualifié pour le troisième tour de la Ligue des champions de l'AFC, après avoir réalisé une saison réussie au sein du groupe. Le 25 mai 2011, il a été limogé après une décevante défaite 4-1 face aux finalistes de la Ligue des champions de l'AFC 2010, Zob Ahan, et a été remplacé par le Portugais Eurico Gomes.

#### Retour à Rijeka
En mars 2012, Skočić revient pour reprendre à la tête de sa ville natale de Rijeka en remplaçant Ivo Ištuk en tant qu'entraîneur et devient le troisième entraîneur à prendre en charge le club lors de la saison 2011-2012 en Prva HNL.[14] Skočić a hérité d'une équipe défensivement fragile qui était à 2 points de la zone de relégation et a été chargé de sauver le club de la relégation. Après une défaite 2-0 contre Cibalia, le club est tombé à la 12e place du classement croate.[16] Après seulement 43 jours,[17] Skočić est démis de ses fonctions, à la suite d'une série de mauvais résultats, et est remplacé par son entraîneur adjoint, Mladen Ivančić.

#### Malavan
Le 26 mai 2013, Skočić est annoncé comme l'entraîneur de Malavan pour la saison 2013-2014. Il signe un contrat de deux ans avec le club.[21] Il mène le club à la septième place de la Ligue Golfe Persique, son meilleur résultat en championnat depuis 2005.

#### Foolad

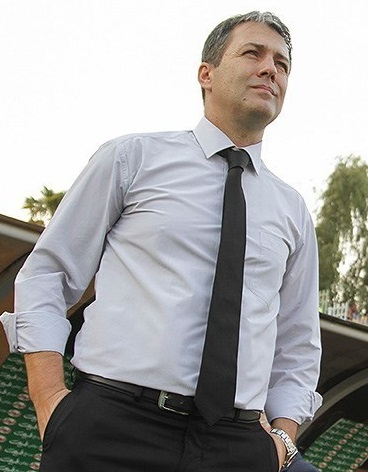
Skočić avec Foolad en 2014.

Le 23 mai 2014, Skočić est nommé à la tête du champion d'Iran Foolad Ahvaz, en signant un contrat d'un an, en remplacement de Hossein Faraki qui a démissionné au lendemain du titre. En mai 2015, Skočić reçoit le prix de l'entraîneur du mois et signe une prolongation de contrat de deux ans jusqu'en juillet 2017. En novembre 2015, après de mauvais scores avec le club, Skočić a été lié au poste vacant de Sepahan FC. Mais le travail est allé à son compatriote, Igor Štimac. Après un transfert infructueux à Sepahan, il reste à la tête de Foolad. Il quitte le club le 1er juin 2016.

#### F.C. Khooneh be Khooneh (Rayka Babol)
Le 16 janvier 2018, il devient l'entraîneur du F.C. Khooneh be Khooneh (Rayka Babol) en remplacement de Javad Nekounam, qui a démissionné. Il a rapidement entamé une séquence en obtenant 13 points sur ses 5 premiers matchs et en menant également l'équipe de deuxième division à la finale de la Hazfi Cup.

#### Sanat Naft

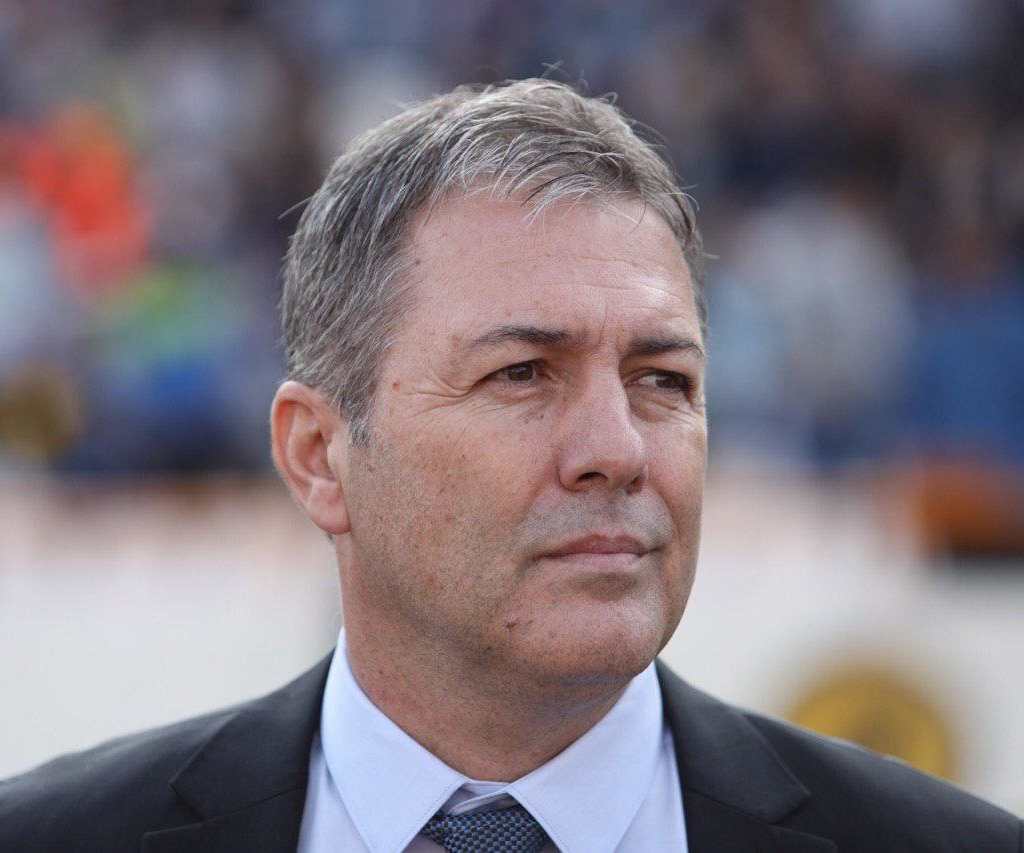
Skočić en novembre 2019.

En juillet 2019, il devient le coach de Sanat Naft puis quitte le 4 février 2020 en laissant le club à la quatrième place du championnat iranien.

#### Iran
Le 5 février 2020, il est nommé à la tête de l'équipe nationale iranienne en remplacement du belge Marc Wilmots qui a été limogé après deux défaites décevante contre le Bahreïn et l'Irak lors du deuxième tour de la qualification pour la Coupe du Monde 2022.
Le 11 juillet 2022, le technicien croate a été démis de ses fonctions. Moins d'une semaine plus tard, il est rétabli dans ses fonctions.
Le 7 septembre 2022, il est officiellement remercié par la Fédération iranienne à la suite de la nomination de Carlos Queiroz qui fait son retour 3 ans après son dernier contrat avec la sélection perse.